# 114 Lupi
114 Lupi (d Lupi) é uma estrela na direção da Lupus. Possui uma ascensão reta de 15h 35 m 53.27s e uma declinação de −44° 57′ 30.0″. Sua magnitude aparente é igual a 4.55. Considerando sua distância de 434 anos-luz em relação à Terra, sua magnitude absoluta é igual a −1.07. Pertence à classe espectral B3IVp.